# 藤井紫緒
藤井 紫緒（ふじい しお、1985年3月27日 - ）は、大阪府堺市出身の女子ハンドボール選手。日本ハンドボールリーグの大阪ラヴィッツ所属。

## 経歴
2007年に日本ハンドボールリーグのオムロンピンディーズへ入団。第32回日本ハンドボールリーグでは最高殊勲選手賞に選ばれており、新人として史上初の受賞となっている。
2008年3月28日から3月30日までドイツで行われた2008年北京オリンピック世界最終予選の日本代表として出場、結果は予選敗退となった。
2012年5月25日から5月27日までフランスで行われた2012年ロンドンオリンピック世界最終戦の日本代表主将として出場、結果は3連敗で予選敗退、36年ぶりの出場はならなかった。2015年に現役を引退。母校の宣真高等学校で体育教師を務め、ハンドボール部の顧問として選手の育成にも携わっていた。
2015年に日本代表の選手として復帰。2016年のリオデジャネイロオリンピック世界最終予選にも出場した。
2016年から新チームの大阪ラヴィッツに参加。親善試合などでの参加に限られていたが、2017-18年シーズンは故障者が相次いだため、正式加入となった。

## 詳細情報

### 年度別成績
| 年        | チーム         | 試合 | フィールド 得点 | 率   | 7m      | 合計     | 警告 | 退場 | 失格 |
| --------- | -------------- | ---- | --------------- | ---- | ------- | -------- | ---- | ---- | ---- |
| 2007-08   | オムロン       | 11   | 43/84           | .512 | 7/10    | 50/94    | 0    | 2    | 0    |
| 2008-09   | オムロン       | 14   | 58/111          | .523 | 24/29   | 82/140   | 1    | 1    | 0    |
| 2009-10   | オムロン       | 13   | 61/118          | .517 | 31/35   | 92/153   | 0    | 0    | 0    |
| 2010-11   | オムロン       | 15   | 75/158          | .475 | 17/20   | 92/178   | 0    | 3    | 0    |
| 2011-12   | オムロン       | 15   | 64/133          | .481 | 30/37   | 94/170   | 0    | 2    | 0    |
| 2012-13   | オムロン       | 15   | 68/122          | .557 | 37/41   | 105/163  | 1    | 1    | 0    |
| 2013-14   | オムロン       | 17   | 98/178          | .551 | 30/34   | 128/212  | 4    | 1    | 0    |
| 2014-15   | オムロン       | 17   | 65/138          | .471 | 32/37   | 97/175   | 4    | 2    | 0    |
| 2017-18   | 大阪ラヴィッツ | 6    | 25/66           | .379 | 2/2     | 27/68    | 0    | 0    | 0    |
| 2018-19   | 大阪ラヴィッツ | 4    | 10/28           | .357 | 1/1     | 11/29    | 0    | 0    | 0    |
| JHL：10年 | JHL：10年      | 127  | 567/1136        | .499 | 211/246 | 778/1382 | 10   | 12   | 0    |

- 各年度の太字はリーグ最高

### タイトル・表彰

#### 日本ハンドボールリーグ
- 最優秀選手賞：2回 (2012年・2013年)
- 最高殊勲選手賞：1回 (2007年)
- ベストセブン賞：6回 (2009年・2010年・2011年・2012年・2013年・2014年)

#### 日本選手権
- 最優秀選手賞：4回 (2008年・2011年・2012年・2013年)

#### 社会人選手権
※前身の実業団選手権を含む
- MVP：2回 (2009年・2013年)
- ベストセブン：5回 (2009年・2010年・2011年・2012年・2014年)

### 記録
- 通算200得点：2010年1月31日、対ソニーセミコンダクタ九州戦（霧島市国分体育館）[9]
- 通算300得点：2011年2月19日、対三重バイオレットアイリス戦（山鹿市総合体育館）[10]
- 通算400得点：2012年3月3日、対広島メイプルレッズ戦（水俣市総合体育館）[11]
- 50試合連続得点：2013年1月12日、対広島メイプルレッズ戦（東区スポーツセンター）[12]
- 通算500得点：2013年2月16日、対ソニーセミコンダクタ戦（霧島市国分体育館）[12]
- 通算600得点：2014年1月18日、対飛騨高山ブラックブルズ岐阜戦（霧島市国分体育館）[13]
- 通算700得点：2015年1月18日、対HC名古屋戦（ブラザー体育館）[14]
- 通算1000得点：2021年10月17日、対北國銀行戦（小松総合体育館）

### 背番号
- 20 (2007年 - 2008年)
- 7 (2008年 - 2015年)
- 17 (2017年 - )